# Melvin Twellaar
Melvin Twellaar (født 23. december 1996 i Amsterdam, Holland) er en hollandsk roer.
Twellaar vandt en sølvmedalje ved OL 2020 i Tokyo, hvor han sammen med makkeren Stef Broenink udgjorde den hollandske dobbeltsculler. Franskmændene Hugo Boucheron og Matthieu Androdias vandt guld i disciplinen, mens kineserne Liu Zhiyu og Zhang Liang vandt bronze.
Twellaar og Broenink vandt desuden en EM-guldmedalje i dobbeltsculler ved EM 2020 i Poznan og en sølvmedalje i samme disciplin ved EM 2021 i Varese.

## OL-medaljer
- 2020:  Sølv i dobbeltsculler